# Duque del Engaño
El Duque del Engaño es un supervillano ficticio, creado para las páginas de las historietas de la editorial DC Comics, como enemigo de la Mujer Maravilla, y siendo sirvientes del supervillano olímpico y deidad griega conocida como Ares. Ha sido uno de los mayores adversarios creados para la Mujer Maravilla, el Duque es un hijo de Ares, un semidiós del engaño, Presentado originalmente como el esbirro del Dios de la Guerra, desde sus primeras aventuras provenientes desde la edad de oro en lo que respecta en las historias de la Mujer Maravilla.

## Historia sobre la publicación
Apareció por primera vez para el verano de 1942 en las páginas de la historieta de Wonder Woman Vol. 1 #1, escrito por el creador de la Mujer Maravilla William Moulton Marston, convirtiéndose uno de los principales enemigos de la Mujer Maravilla desde entonces. El Duque aparecería recurrentemente en la historieta "Comics Cavalcade" en las historias complementarias sobre la Mujer Maravilla, así como en las páginas de la revista de historietas Sensation Comics a lo largo de los años 1940 y 1950. Sin embargo, alrededor de la década de 1960, en plena edad de plata de los cómics se encontraba en su punto más álgido, había pasado prácticamente desapercibido en las páginas de las aventuras de la Mujer Maravilla, a excepción de aquella y única aparición en 1964 en Wonder Woman Vol.1 #148. Las cosas para el personaje serían de nuevo importantes brevemente durante la década de 1970; ya que sería reinventado en plena edad de bronce hacia el año de 1975, en las páginas de Wonder Woman Vol.1 #217, cuando sería rescatado del olvido por parte del escritor Elliot S. Maggin, y otra reaparición replanteada en 1977 en las páginas de Wonder Woman Vol.1 # 239-240, cuando apareció en una historia contada por el escritor Gerry Conway. El duque haría su última aparición en la edad de bronce en 1979 en las páginas de Wonder Woman Vol.1 #254. Después de DC Comics reiniciara su continuidad en 1985 (en el evento conocido como la Crisis en las Tierras Infinitas), Wonder Woman, sus personajes secundarios y muchos de sus enemigos, fueron reinventados y reintroducidos de diferentes maneras. 
Entre ellos, el Duque del Engaño también tuvo sus respectivos nuevos orígenes, aunque inicialmente estaría ausente en la revisión del origen mítico de los villanos de Wonder Woman, en última instancia, sería un puñado de sus apariciones suficientes, tanto dentro de la continuidad de DC (como el visto en las páginas del cómic de la Mujer Maravilla Anual Vol.3 #1), y por fuera de ella (como su aparición en los cómics de Scooby Doo Team-Up #5, en el que la Mujer Maravilla trabajaba con Scooby-Doo y sus amigos de manera invitada). En el 2016, el Duque del Engaño sería de nuevo reintroducido a través de la exitosa miniserie fuera de continuidad, en La Leyenda de la Mujer Maravilla, una maxiserie limitada en donde se cuenta un origen moderno de la Mujer Maravilla. Un defensor de ambos, Ares y Hades, el Duque sería presentado como el primer adversario más importante de la Mujer Maravilla, donde se enfrenta tras salir de Isla Temiscira.

## Biografía ficticia del personaje
Poco se sabe sobre la verdadera historia del Duque del engaño. Él parece ser en sus primeros años de apariciones, que era un dios menor que existió durante miles de años. Él era un dios creado para servir al dios Marte para emplearlo como un esbirro en su batalla contra la Mujer Maravilla. Él utilizaba sus poderes para difundir engaños y falsedades para provocar que la humanidad entrara en conflicto lograra persuadir de difundir la palabra de la guerra.
Engaño enviaba su mensaje a través de su forma astral para poder inspirar a los principales líderes militares y gubernamentales, con pensamientos engañosos con los cuales podrían conducir a la guerra. Sus contribuciones con respecto a la Segunda Guerra Mundial son notorias, como la que se manifestó de la siguiente manera: 

"persuadiendo con anterioridad que [ing]... el Sol Naciente (Japón) debía hacer que cesara las conversaciones de paz con Washington para que estos golpearan con su veneno mortal en Pearl Harbor" y "mostrar [ing]  que el podrido Hitler mostraba como cultivaba su amistad con Rusia hasta el momento en el cual llegase la hora de atacar"( Wonder Woman (vol. 1) # 2).

En la base interplanetaria del dios de la guerra en el planeta Marte, Engaño operaba la fábrica de Lie, en el cual utilizaba esclavos, para fabricar los licores de diferentes planetas como la Tierra y Saturno, de donde provenían de aquellos lugares, así como las embarcaciones que Engaño utilizaba para realizar una variedad de estratagemas. Otros esclavos se utilizaban para los conflictos de gladiadores. Cuando la forma astral de la Mujer Maravilla viajó a Marte para rescatar a Steve Trevor, Engaño la reconoció y le reveló su nombre a Marte después de que ella ganara en la arena. Dio consejos a su amo Marte para que fingiera no saber quién era ella para poder atraparla. Sin embargo, la Mujer Maravilla fue capaz de rescatar a Steve, derrotar a Marte y a sus soldados, y escapar a la Tierra. Engaño fue el segundo de los lugartenientes de Marte enviados a capturar a la Mujer Maravilla, al principio se quiso negar, sin embargo, accedió, como les dijo a sus sirvientes que estaban escribiendo la propaganda para los nazis y japoneses las razones por las cuales pudo capturar a la Mujer Maravilla sin la ayuda de su maestro. La Mujer Maravilla fue capturada por un agente de Naha con su lazo mágico, después de que ella había recibido un lazo falso. Fue llevada a un barco donde se le dejó atada de pies y manos, además de ser amordazada y con los ojos vendados con yeso. Sin embargo, Mujer Maravilla sería capaz de escapar con la ayuda de Etta Candy, quien la contactó telepáticamente. Engaño trató de convencer al emperador Hirohito para causar el incremento del conflicto del Pacífico con el intento de conquistar Hawái, haciéndose pasar por un general. Sin embargo, la Mujer Maravilla frustraría su plan para causar más guerra con la ayuda de Etta Candy, enviándola en su forma fantasma de regreso a Marte mientras este huia, en la forma de una esclava. Posteriormente, sería encarcelado por Marte, causando que el encarcelamiento del emperador Hirohito pudiera hablar con la verdad al embajador italiano. Engaño sería liberado cuando la Mujer Maravilla fuera traída de vuelta con las cadenas de conquista. El duque del Engaño enlistaría al Doctor Psycho, un pequeño hombre que odiaba a la Mujer Maravilla, luego que después de que la encontrara con las mujeres que estaban siendo utilizadas para el esfuerzo de la guerra, y con la esperanza para continuar la lucha contra la desigualdad. Después de repetidos fracasos, Marte lo despoja de su poderosa apariencia, dejándolo como un hombre débil y sin dientes. Fue encarcelado junto con las esclavas, pero los convenció de rebelarse contra su amo, y gobernó brevemente Marte, encarcelando al Dios Marte. Se hizo cargo del poder en la Luna y fue capaz de drogar a la diosa Diana, pero finalmente sería derrotado por la Mujer Maravilla.
Con el tiempo, se empezó a trabajar de forma independiente de Marte, y continuó luchando sin éxito contra la Mujer Maravilla. Hacia finales de los años 1950, recibió un cambio de imagen como sucedió con los demás miembros del reparto de la historieta de la Mujer Maravilla. Ahora llevaba un traje con una capucha de color naranja y negro, característico de un maestro de la ilusión, y el color de su piel cambió a un color amarillo. Trataría de atacar a todo el sistema solar de Tierra 1 después de capturar a la Mujer Maravilla y con Steve serían claves para transformar a una nave espacial donde los secuestró para paralizarlos y llevárselos fuera de la Tierra. Sin embargo, la Mujer Maravilla fue capaz de escapar usando sus brazaletes para apagar el dispositivo y destruir tres tercios de su flota que se estaban concentrándose en diferentes planetas. La Nave del Duque del Engaño se estrellaría contra un satélite de la Tierra. Tras esto el personaje desapareció por un tiempo de las páginas de Wonder Woman, sin embargo, reaparecería esporádicamente en la Edad de Plata.
La hija del Duque del Engaño, Lya, es una "amante de la mentira" que trató de traicionar a su propio padre. Ella capturó a la Mujer Maravilla y creó un fantasma para poder robar todas las armas atómicas de la Tierra. Sin embargo, la Mujer Maravilla escaparía y capturaría a Lyra y a sus seguidores.
Después de los acontecimientos de la Crisis en las Tierras Infinitas, esta versión del Duque del Engaño sería borrado de toda la historia.

### Reaparición del Duque del Engaño: Etapa Post-Crisis
Una nueva versión del Duque volvería a aparecer en las páginas del cómic de la Wonder Woman Vol. 3 Anual #1 en un segmento del título a quien se le describió como "El Duque del Engaño", cuyo poder de crear ilusiones le hizo ser el discípulo más grande del Dios de la Guerra, y de quien se había ganado sus favores.

## Poderes y habilidades
El Duque puede crear ilusiones y desilusiones en la mente de otros, conduciéndolo de esta manera a la locura. Además, puede envolverse a sí mismo en una imagen ilusoria que cambia su apariencia física. Ha utilizado esta capacidad para disfrazarse de la misma Wonder Woman, de Baronesa Paula von Gunther, y del profesor Dekon. También manifestarse en su forma astral, y al ser invisible a los líderes militares y gubernamentales, puede enviar su mensaje al influenciarlos con los pensamientos para sus propios fines con el objetivo de crear tensiones.
El Duque también ha hecho uso de tecnología avanzada en sus planes para atacar y destruir a la Tierra donde vive la Mujer Maravilla. Intentó reducir a una flota de invasión marciana con una pequeña caja de la que surgirían recuperando su tamaño, y utilizó la tecnología de reducción de tamaño de nuevo para encoger un rascacielos de una ciudad. También ha empleado un rayo de la muerte del cual se abastecía con energía solar mortal,  crear un campo de fuerza que selló a Washington D. C., y fue también el respopnsable de crear un portal para una flota de invasión interplanetaria,,  obtener el poder de un "manipulador de ondas cerebrales" con el que podrían decodificar la percepción de la víctima con la manipulación de la fantasía y la realidad, y también se apoderó de un "gigantesco cañón interestelar", con el cual fue capaz de dirigirle el rayo hacia Wonder Woman, siendo este un rayo que enviaba un chorro invisible. También afirmó haber alterado el rostro de Wonder Girl con la tecnología que había empleado en el pasado con Medusa y el personaje literario del Extraño caso del Doctor Jeckyll y Mr. Hyde, sin embargo, podría haber estado mintiendo en este última historia.

## Otras versiones

### DC Super Friends
- El Duque del engaño apareció en la historieta basada en la serie de televisión animada los Super Amigos, un cómic que modernizaba a la serie. Varios villanos (incluyendo al Acertijo y al Hombre Ángulo) sin saberlo, liberaron a un autómata mágico, que los engaño afirmando que les sería clave para conquistar el mundo. Los villanos, descubriendo el plan del Duque del Engaño, se aliaron con los Super Amigos y lograron derrotar al autómata. Wonder Woman capturó al Duque del Engaño con su lazo mágico de la verdad antes de que pudiera escapar.[26]

### Scooby-Doo Team-Up
- El primer crossover digital de Wonder Woman con el elenco de Scooby-Doo, el Duque del Engaño había creado ilusiones de diversas criaturas mitológicas en Isla Paraíso, en las cuales incluía a un Minotauro, unas Arpías, unos Cíclopes y un Hydra, en un intento por atraer a la Mujer Maravilla al tratar de buscar la ayuda deBatman, resultando en el rompimiento del pacto de la Ley de Afrodita de no permitir que los hombres entren en contacto al colocar un pie en la isla. Sin embargo, con la ayuda de Scooby-Doo y sus amigos, la Mujer Maravilla fue capaz de descubrir su trama. Creyendo que había ganado, no fue hasta que se descubrió el engaño Shaggy Rogers quién en realidad no había puesto los pies en la isla, por lo que se dio cuenta de que la Mujer Maravilla todavía tenía sus poderes, y fue rápidamente derrotado.[27]

### La Leyenda de la Mujer Maravilla
- La historia de origen fuera de continuidad sobre la Mujer Maravilla, titulada, La Leyenda de la Mujer Maravilla, el Duque del Engaño aparece como principal antagonista en dicha historieta.[28]

## En otros medios

### Película
- El Duque del Engaño se menciona en Wonder Woman 1984 (2020). También con los nombres de Dolos y Mendacius, el Duque es la deidad responsable de dar poder a Dreamstone, un objeto mágico utilizado a lo largo de la película.